# Le Collier de la reine
Le Collier de la reine è un cortometraggio muto del 1909 diretto da Louis Feuillade e da Étienne Arnaud.

## Produzione
Il film fu prodotto dalla Société des Etablissements L. Gaumont.

## Distribuzione
Distribuito dalla Société des Etablissements L. Gaumont, uscì nelle sale cinematografiche francesi nel 1909. È conosciuto anche con il nome internazionale (in inglese) The Queen's Necklace.